# Egyetemes engedély
Az egyetemes engedély (indultum universale) egy – elsősorban a hagyományhű katolikusok által – sajátságos értelemben használt fogalom, amely a római liturgiának a Trentói XIX. Egyetemes Szent Zsinat után meghatározott (Szent V. Piusz pápa 1570-es Quo primum kezdetű bullája), utoljára Szent XXIII. János pápa által 1962-ben megújított változatának szabad – és nem rendkívüli – használatát lehetővé tévő pápai megnyilatkozást jelöli. Mivel egy pápai indultum csak egyes egyének és/vagy meghatározott csoportok számára biztosít kiváltságokat, ezért helyesebb a jelenségre a törvénymódosítás kifejezést alkalmazni, mintsem az engedély szót, mivel az előbbi egy meghatározott személyek által alkotott közösség (jelen esetünkben a katolikus egyház, illetve annak latin részegyháza) valamennyi tagjára általánosan vonatkozik, míg az utóbbi a közösség egy része számára biztosított kiváltság csupán.